# Norovce
Norovce (Hongaars: Onor) is een Slowaakse gemeente in de regio Nitra, en maakt deel uit van het district Topoľčany.
Norovce telt 328 inwoners.